# NGC 1579
NGC 1579 (también conocida como Trífida del Norte) es una nebulosa difusa ubicada en la constelación de Perseo. Se le conoce como la Trífida del Norte debido a su apariencia similar a la Nebulosa Trífida, que se encuentra en el hemisferio celeste sur del cielo. Es una región H II, una región de formación estelar.
El cúmulo de estrellas contiene la estrella de línea de emisión LkHα 101, que proporciona gran parte de la radiación ionizante en la nebulosa.
NGC 1579 se encuentra dentro de una nube molecular gigante conocida como la Nube Molecular de California.